# Pourouma villosa
Pourouma villosa är en nässelväxtart som beskrevs av Trec.. Pourouma villosa ingår i släktet Pourouma och familjen nässelväxter. Inga underarter finns listade i Catalogue of Life.